# جان بيير فرانسوا بونت
جان بيير فرانسوا بونت هو عسكري وسياسي فرنسي، ولد في 8 أغسطس 1768 في ألونسون في فرنسا، وتوفي بنفس المكان في 23 نوفمبر 1857. انتخب member of the Chamber of Peers ‏ وانتخب عضو مجلس الشيوخ في الإمبراطورية الفرنسية الثانية ‏.